# Віфінія
Віфінія або Вітинія (дав.-гр. Βιθυνία, тур. Bitinya) — історичний край, держава (бл. 297 до н. е. — бл. 74 до н. е.) на північному заході Анатолії (Малої Азії), провінція Римської імперії (з бл. 74 до н. е.). Назва походить від імені народу віфіни, що разом з іншими фракійцями переселилися до Малої Азії з Балкан ймовірно в якийсь момент після краху епохи бронзи або під час ранньої залізної доби.

## Історія
Спочатку віфінські володарі визнавали владу Лідії, згодом — Персії. Після вторгнення до Малої Азії військ Александра Македонського, цар Бас відмовився визнавати його владу. У 297 до н. е. син Баса Зіпойт I, відбивши черговий напад македонців, оголосив Віфінію незалежною державою. Її столицею стала Нікея.
Нікомед I для захисту від зовнішніх ворогів запросив до Малої Азії войовничі кельтські племена галатів, поступившись на їхню користь частиною території Віфінії, що з того часу отримала назву Галатія. Столиця держави була перенесена до збудованого на руїнах Астаку нового міста, яке на честь царя отримало назву Нікомедії.
З появою в регіоні римлян, віфінські володарі намагалися підтримувати з ними союзницькі відносини. У 75 до н. е. цар Нікомед IV Філопатор, який не мав дітей, заповів свою державу Риму. Після його смерті у наступному році Віфінія була перетворена на римську провінцію.

## Історичні згадки
Регіон згадується у Повісті врем'яних літ:
|  | Іде Русь на Цареград, скідій десять тисяч». І як прийшли вони, і пристали [до берега], І стали воювати країни Віфінські, І полонили їх по Понту аж до Іраклія І до землі Фофлагонської. |

## Володарі Віфінії
- Дідалс
- Ботир
- Бас — 376 — 326 рр. до н. е.
- Зіпойт I — 326 — 278 рр. до н. е.
- Нікомед I — 278 — 255 рр. до н. е.
- Зіпойт II — 255 — 254 рр. до н. е.
- Зіел — 254 — 228 рр. до н. е.
- Прусій I Кульгавий — 228 — 182 рр. до н. е.
- Прусій II Мисливець — 182 — 149 рр. до н. е.
- Нікомед II Епіфан — 149 — 127 рр. до н. е.
- Нікомед III Евергет — 127 — 94 рр. до н. е.
- Нікомед IV Філопатор — 94 — 74 рр. до н. е.